# Sindaci di Pistoia
Di seguito l'elenco cronologico dei sindaci di Pistoia e delle altre figure apicali equivalenti che si sono succedute nel corso della storia.

## Regno d'Italia (1859-1946)
| Sindaci nominati dal governo (1859-1889)                   | Sindaci nominati dal governo (1859-1889) | Sindaci nominati dal governo (1859-1889) | Sindaci nominati dal governo (1859-1889) | Sindaci nominati dal governo (1859-1889) | Sindaci nominati dal governo (1859-1889) | Sindaci nominati dal governo (1859-1889) |
| Nominativo                                                 | Partito                                  | Partito                                  | Mandato                                  | Mandato                                  |                                          |                                          |
| Nominativo                                                 | Partito                                  | Partito                                  | Inizio                                   | Fine                                     |                                          |                                          |
| ---------------------------------------------------------- | ---------------------------------------- | ---------------------------------------- | ---------------------------------------- | ---------------------------------------- | ---------------------------------------- | ---------------------------------------- |
| Francesco Grassi Bey                                       | ?                                        | ?                                        | ?                                        | 1862                                     |                                          |                                          |
| Girolamo de Rossi                                          | ?                                        | ?                                        | 1863                                     | ?                                        |                                          |                                          |
| Giuseppe Grossi                                            | ?                                        | ?                                        | 1864                                     | 1866                                     |                                          |                                          |
| Pietro Bozzi                                               | ?                                        | ?                                        | 1868                                     | 1879                                     |                                          |                                          |
| Ippolito Martelli Bolognini                                | ?                                        | ?                                        | 1880                                     | ?                                        |                                          |                                          |
| Paolo Caselli                                              | ?                                        | ?                                        | 1884                                     | ?                                        |                                          |                                          |
| Sindaci eletti dal Consiglio comunale (1889-1926)          |                                          |                                          |                                          |                                          |                                          |                                          |
| Nominativo                                                 | Partito                                  | Partito                                  | Mandato                                  | Mandato                                  |                                          |                                          |
| Nominativo                                                 | Partito                                  | Partito                                  | Inizio                                   | Fine                                     |                                          |                                          |
| Giovanni Camici                                            | ?                                        | ?                                        | 1889                                     | ?                                        |                                          |                                          |
| Ulrico Grossi                                              | ?                                        | ?                                        | 1892                                     | 1895                                     |                                          |                                          |
| Arturo Ganucci Cancellieri                                 |                                          | Destra storica                           | 1897                                     | 1908                                     |                                          |                                          |
| Giuseppe Tesi                                              | ?                                        | ?                                        | 1911                                     | 1914                                     |                                          |                                          |
| Bartolomeo Leati                                           |                                          | Partito Socialista Italiano              | 1920                                     | 1920                                     |                                          |                                          |
| Fabiano Ulivi                                              |                                          | Partito Nazionale Fascista               | 1920                                     | ?                                        |                                          |                                          |
| Podestà nominati dal governo (1927-1945)                   |                                          |                                          |                                          |                                          |                                          |                                          |
| Nominativo                                                 | Partito                                  | Partito                                  | Mandato                                  | Mandato                                  |                                          |                                          |
| Nominativo                                                 | Partito                                  | Partito                                  | Inizio                                   | Fine                                     |                                          |                                          |
| Leopoldo Bozzi                                             |                                          | Partito Nazionale Fascista               | aprile 1927                              | luglio 1928                              |                                          |                                          |
| Arturo Ganucci Cancellieri                                 |                                          | Partito Nazionale Fascista               | maggio 1930                              | giugno 1934                              |                                          |                                          |
| Jacopo Marcelli                                            |                                          | Partito Nazionale Fascista               | agosto 1936                              | giugno 1937                              |                                          |                                          |
| Luigi Venturi                                              |                                          | Partito Nazionale Fascista               | giugno 1938                              | novembre 1943                            |                                          |                                          |
| Orfeo Sellani                                              |                                          | Partito Fascista Repubblicano            | 1943                                     | 8 settembre 1944                         |                                          |                                          |
| Sindaci del periodo costituzionale transitorio (1945-1946) |                                          |                                          |                                          |                                          |                                          |                                          |
| Nominativo                                                 | Partito                                  | Partito                                  | Mandato                                  | Mandato                                  |                                          |                                          |
| Nominativo                                                 | Partito                                  | Partito                                  | Inizio                                   | Fine                                     |                                          |                                          |
| Emilio Nanni                                               |                                          | Partito Comunista Italiano               | 23 settembre 1944                        | 31 ottobre 1944                          |                                          |                                          |
| Gino Michelozzi                                            |                                          | Partito Socialista Italiano              | 31 ottobre 1944                          | novembre 1946                            |                                          |                                          |

## Repubblica Italiana (dal 1946)
| Sindaci eletti dal Consiglio comunale (1946-1995)    | Sindaci eletti dal Consiglio comunale (1946-1995) | Sindaci eletti dal Consiglio comunale (1946-1995) | Sindaci eletti dal Consiglio comunale (1946-1995) | Sindaci eletti dal Consiglio comunale (1946-1995) | Sindaci eletti dal Consiglio comunale (1946-1995) | Sindaci eletti dal Consiglio comunale (1946-1995) | Sindaci eletti dal Consiglio comunale (1946-1995) | Sindaci eletti dal Consiglio comunale (1946-1995) |
| Nominativo                                           | Nominativo                                        | Partito                                           | Partito                                           | Partito                                           | Partito                                           | Mandato                                           | Mandato                                           | Elezione                                          |
| Nominativo                                           | Nominativo                                        | Partito                                           | Partito                                           | Partito                                           | Partito                                           | Inizio                                            | Fine                                              | Elezione                                          |
| ---------------------------------------------------- | ------------------------------------------------- | ------------------------------------------------- | ------------------------------------------------- | ------------------------------------------------- | ------------------------------------------------- | ------------------------------------------------- | ------------------------------------------------- | ------------------------------------------------- |
|                                                      | Giuseppe Corsini                                  |                                                   | Partito Comunista Italiano                        | Partito Comunista Italiano                        | Partito Comunista Italiano                        | 22 dicembre 1946                                  | 30 giugno 1951                                    | Elezione 1946                                     |
|                                                      | Giuseppe Gentile                                  |                                                   | Partito Comunista Italiano                        | Partito Comunista Italiano                        | Partito Comunista Italiano                        | 30 giugno 1951                                    | 18 giugno 1956                                    | Elezione 1951                                     |
| 18 giugno 1956                                       | Giuseppe Gentile                                  | 16 novembre 1959                                  | Partito Comunista Italiano                        | Partito Comunista Italiano                        | Partito Comunista Italiano                        | Elezione 1956                                     |                                                   |                                                   |
|                                                      | Corrado Gelli                                     |                                                   | Partito Comunista Italiano                        | Partito Comunista Italiano                        | Partito Comunista Italiano                        | Elezione 1956                                     | 16 novembre 1959                                  | 4 dicembre 1960                                   |
| 4 dicembre 1960                                      | Corrado Gelli                                     | 16 gennaio 1965                                   | Partito Comunista Italiano                        | Partito Comunista Italiano                        | Partito Comunista Italiano                        | Elezione 1960                                     |                                                   |                                                   |
| 16 gennaio 1965                                      | Corrado Gelli                                     | 20 luglio 1970                                    | Partito Comunista Italiano                        | Partito Comunista Italiano                        | Partito Comunista Italiano                        | Elezione 1964                                     |                                                   |                                                   |
|                                                      | Francesco Toni                                    |                                                   | Partito Comunista Italiano                        | Partito Comunista Italiano                        | Partito Comunista Italiano                        | 20 luglio 1970                                    | 21 luglio 1975                                    | Elezione 1970                                     |
| 21 luglio 1975                                       | Francesco Toni                                    | 18 maggio 1976                                    | Partito Comunista Italiano                        | Partito Comunista Italiano                        | Partito Comunista Italiano                        | Elezione 1975                                     |                                                   |                                                   |
|                                                      | Renzo Bardelli                                    |                                                   | Partito Comunista Italiano                        | Partito Comunista Italiano                        | Partito Comunista Italiano                        | Elezione 1975                                     | 18 maggio 1976                                    | 4 agosto 1980                                     |
| 4 agosto 1980                                        | Renzo Bardelli                                    | 24 giugno 1982                                    | Partito Comunista Italiano                        | Partito Comunista Italiano                        | Partito Comunista Italiano                        | Elezione 1980                                     |                                                   |                                                   |
|                                                      | Vannino Chiti                                     |                                                   | Partito Comunista Italiano                        | Partito Comunista Italiano                        | Partito Comunista Italiano                        | Elezione 1980                                     | 24 giugno 1982                                    | 24 giugno 1985                                    |
|                                                      | Luciano Pallini                                   |                                                   | Partito Comunista Italiano                        | Partito Comunista Italiano                        | Partito Comunista Italiano                        | 24 giugno 1985                                    | 10 ottobre 1988                                   | Elezione 1985                                     |
|                                                      | Marcello Bucci                                    |                                                   | Partito Comunista Italiano                        | Partito Comunista Italiano                        | Partito Comunista Italiano                        | 10 ottobre 1988                                   | 30 luglio 1990                                    | Elezione 1985                                     |
| 30 luglio 1990                                       | Marcello Bucci                                    | 11 settembre 1992                                 | Partito Comunista Italiano                        | Partito Comunista Italiano                        | Partito Comunista Italiano                        | Elezione 1990                                     |                                                   |                                                   |
|                                                      | Lido Scarpetti                                    |                                                   | Partito Democratico della Sinistra                | Partito Democratico della Sinistra                | Partito Democratico della Sinistra                | Elezione 1990                                     | 10 novembre 1992                                  | 1º marzo 1994                                     |
|                                                      | Aldo Caruso (Commissario prefettizio)             | –                                                 | –                                                 | –                                                 | –                                                 | 14 marzo 1994                                     | 27 giugno 1994                                    | –                                                 |
| Sindaci eletti direttamente dai cittadini (dal 1995) |                                                   |                                                   |                                                   |                                                   |                                                   |                                                   |                                                   |                                                   |
| Nominativo                                           | Nominativo                                        | Partito                                           | Partito                                           | Coalizione                                        | Coalizione                                        | Mandato                                           | Mandato                                           | Elezione                                          |
| Nominativo                                           | Nominativo                                        | Partito                                           | Partito                                           | Coalizione                                        | Coalizione                                        | Inizio                                            | Fine                                              | Elezione                                          |
|                                                      | Lido Scarpetti                                    |                                                   | Partito Democratico della Sinistra                |                                                   | PDS-FdV                                           | 28 giugno 1994                                    | 26 maggio 1998                                    | Elezione 1994                                     |
|                                                      | Lido Scarpetti                                    | Democratici di Sinistra                           |                                                   | DS-PPI-RI-SDI-PRI-UD-FdV                          | 26 maggio 1998                                    | 28 maggio 2002                                    | Elezione 1998                                     |                                                   |
|                                                      | Renzo Berti                                       |                                                   | Democratici di Sinistra                           |                                                   | DS-DL-PRC-FdV-PdCI-IdV                            | 28 maggio 2002                                    | 13 giugno 2007                                    | Elezione 2002                                     |
|                                                      | Renzo Berti                                       | Partito Democratico                               |                                                   | DS-DL-PdCI-SDI-PRC-IdV-UDEUR                      | 13 giugno 2007                                    | 9 maggio 2012                                     | Elezione 2007                                     |                                                   |
|                                                      | Samuele Bertinelli                                |                                                   | Partito Democratico                               |                                                   | PD-IdV-SEL-FdS-FdV-L. civiche                     | 9 maggio 2012                                     | 27 giugno 2017                                    | Elezione 2012                                     |
|                                                      | Alessandro Tomasi                                 |                                                   | Fratelli d'Italia                                 |                                                   | FdI-LN-FI-CpE-L. civiche                          | 27 giugno 2017                                    | 12 luglio 2022                                    | Elezione 2017                                     |
|                                                      | Alessandro Tomasi                                 | FdI-FI-UdC-Lega-L. civiche                        | Fratelli d'Italia                                 | 12 luglio 2022                                    | in carica                                         | Elezione 2022                                     |                                                   |                                                   |